# 松永裕司
松永 裕司（まつなが ゆうじ、1965年 - ）は、日本の経営者、コラムニスト。ニールセン スポーツ ジャパン株式会社代表取締役。Forbes Japan Official Columnist。

## 経歴
東京都出身。1990年、立教大学文学部英米文学科卒業。
1990年、株式会社学習研究社入社。ダイヤモンド社勤務を経て渡米。ニューヨーク大学、ニューヨーク市立大学にて創作、ジャーナリズム履修証明課程修了。Berlitz (ニューヨーク）、CNNアトランタ本社勤務、マイクロソフト「MSN毎日インタラクティブ」シニア・プロデューサー。
株式会社電通スポーツパートナーズ企画開発部長、株式会社NTTドコモ・ビジネス戦略担当部長、Stats Perform Japan Vice Presidentなどを歴任し、2024年7月ニールセン スポーツ ジャパンに着任。同11月より同社代表取締役就任。